# Challenger de Bogotá
El Bogotá Open es un torneo profesional de tenis que se disputa en pistas de polvo de ladrillo en Bogotá, Colombia como parte del ATP Challenger Tour. El torneo dejó de disputarse en 2018, pero regresó en 2021 con el nombre de DirecTV Open por razones de patrocinio.

## Palmarés

### Individuales
| Año  | Campeón           | Finalista          | Resultado          |
| ---- | ----------------- | ------------------ | ------------------ |
| 2021 | Gerald Melzer     | Facundo Mena       | 6-2, 3–6, 7-6(5)   |
| 2017 | Marcelo Arévalo   | Daniel Elahi Galán | 7–5, 6–4           |
| 2016 | Facundo Bagnis    | Horacio Zeballos   | 3–6, 6–3, 7–6(7–4) |
| 2015 | Eduardo Struvay   | Paolo Lorenzi      | 6–3, 4–6, 6–4      |
| 2013 | Víctor Estrella   | Thomaz Bellucci    | 6–2, 3–0 retiro    |
| 2012 | Alejandro Falla   | Santiago Giraldo   | 7–5, 6–3           |
| 2011 | Feliciano López   | Carlos Salamanca   | 6–4, 6–3           |
| 2010 | Robert Farah      | Carlos Salamanca   | 6–3, 2–6, 7–6(3)   |
| 2009 | Marcos Daniel (2) | Horacio Zeballos   | 4–6, 7–6(5), 6–4   |
| 2008 | Mariano Puerta    | Ricardo Hocevar    | 7–6(2), 7–5        |
| 2007 | Carlos Salamanca  | Thomaz Bellucci    | 4–6, 6–3, 6–2      |
| 2006 | Santiago Giraldo  | Bruno Echagaray    | 6–3, 1–6, 6–2      |
| 2005 | Marcos Daniel (1) | Jean-Julien Rojer  | 6–4, 6–4           |

### Dobles
| Año  | Campeones                                   | Finalistas                              | Resultado           |
| ---- | ------------------------------------------- | --------------------------------------- | ------------------- |
| 2021 | Nicolas Jarry Roberto Quiroz                | Nicolás Barrientos Alejandro Gómez      | 6–7(4), 7–5, [10-4] |
| 2015 | Horacio Zeballos Julio Peralta              | Nicolás Barrientos Eduardo Struvay      | 6–3, 6–4            |
| 2013 | Juan Sebastián Cabal (2) Alejandro González | Nicolás Barrientos Eduardo Struvay      | 6–3, 6–2            |
| 2012 | Marcelo Demoliner Víctor Estrella           | Thomas Fabbiano Riccardo Ghedin         | 6–4, 6–2            |
| 2011 | Treat Conrad Huey Izak van der Merwe        | Juan Sebastián Cabal Robert Farah       | 7–63, 6–75, [7–2]   |
| 2010 | Juan Sebastián Cabal (1) Robert Farah       | Víctor Estrella Alejandro González      | 7–6(6), 6–4         |
| 2009 | Sebastián Prieto Horacio Zeballos           | Marcos Daniel Ricardo Mello             | 6–4, 7–5            |
| 2008 | Xavier Malisse Carlos Salamanca             | Juan Sebastián Cabal Michael Quintero   | 6–1, 6–4            |
| 2007 | Brian Dabul Santiago González               | Pablo González Leonardo Mayer           | 6–2, 6–2            |
| 2006 | Daniel Garza Michael Quintero               | Rogério Dutra da Silva Martin Vilarrubi | 7–6(6), 6–4         |
| 2005 | Brian Dabul Marcelo Melo                    | Marcos Daniel Santiago González         | 6–4, 6–4            |